# Związek Centralny Dzieła Kolpinga w Polsce
Związek Centralny Dzieła Kolpinga w Polsce – organizacja społeczna, związek stowarzyszeń Rodzin Kolpinga, a także wspólnota katolików świeckich. Organizacja działa zgodnie z tradycją i ideami bł. ks. Adolpha Kolpinga, który w 1850 roku założył Dzieło Kolpinga. Związek wraz ze zrzeszonymi Rodzinami prowadzi działalność na rzecz środowisk lokalnych, a w szczególności osób najbardziej potrzebujących wsparcia, m.in. bezrobotnych, młodzieży i dzieci, a także seniorów.
Związek należy do Międzynarodowego Dzieła Kolpinga oraz do Europejskiego Dzieła Kolpinga i ma w tych strukturach swoich reprezentantów.

## Historia
W Polsce pierwszą Rodzinę Kolpinga założył w 1990 ks. Kazimierz Hoła w Stanisławiu Dolnym koło Kalwarii Zebrzydowskiej, a następnie kolejnych 8, z których większość funkcjonuje do dziś. Związek Centralny Dzieła Kolpinga w Polsce został zatwierdzony 4 maja 1994 r i sukcesywnie powiększał liczbę zrzeszonych Rodzin. W pierwszych latach istnienia Związku ukształtował się model łączący w sobie potrzebę aktywności Rodzin Kolpinga oraz udziału w projektach organizowanych i koordynowanych przez Zarząd Centralny. Ta formuła pozwalała na praktyczną współpracę wielu Rodzin, których lokalne cele były podobne, a zaangażowanie w projekty wzmacniały ich lokalną aktywność. Obecnie Związek liczy 41 Rodzin Kolpinga działających w całej Polsce.

## Cele
- prowadzenie działalności na rzecz ogółu społeczności dla urzeczywistnienia idei samopomocy społecznej bł. Adolfa Kolpinga zgodnie z nauką społeczną Kościoła, tradycją narodową oraz kulturą chrześcijańską Polski.
- umacnianie swych członków w wierze, w poczuciu godności człowieka i chrześcijanina spełniającego się w pracy i nauce, w powołaniu małżeńskim kobiety i mężczyzny, w rodzinie, Kościele i społeczeństwie
- oferowanie swoim członkom pomocy w trudnych sytuacjach życiowych, a także aktywizowanie ich dla wspierania wspólnego dobra w duchu chrześcijańskim,
- koordynacja i wspomaganie Rodzin Kolpinga w ich działalności statutowej zwłaszcza w zakresie prowadzenia działalności pożytku publicznego,
- wspieranie różnorodnych społecznych inicjatyw lokalnych i regionalnych
- rozwijanie braterstwa i współpracy ludzi i narodów ze szczególnym uwzględnieniem chrześcijańskiej integracji Europy,
- pomoc w wypełnianiu aktualnych zadań Kościoła Katolickiego przez promowanie postaw chrześcijańskich w łączności z jego hierarchią